# CBLN3
CBLN3 (англ. Cerebellin 3 precursor) – білок, який кодується однойменним геном, розташованим у людей на 14-й хромосомі. Довжина поліпептидного ланцюга білка становить 205 амінокислот, а молекулярна маса — 21 521.
| 10         |  | 20         |  | 30         |  | 40         |  | 50         |
| ---------- |  | ---------- |  | ---------- |  | ---------- |  | ---------- |
| MLGAKPHWLP |  | GPLHSPGLPL |  | VLVLLALGAG |  | WAQEGSEPVL |  | LEGECLVVCE |
| PGRAAAGGPG |  | GAALGEAPPG |  | RVAFAAVRSH |  | HHEPAGETGN |  | GTSGAIYFDQ |
| VLVNEGGGFD |  | RASGSFVAPV |  | RGVYSFRFHV |  | VKVYNRQTVQ |  | VSLMLNTWPV |
| ISAFANDPDV |  | TREAATSSVL |  | LPLDPGDRVS |  | LRLRRGNLLG |  | GWKYSSFSGF |
| LIFPL      |  |            |  |            |  |            |  |            |

A: Аланін

C: Цистеїн

D: Аспарагінова кислота

E: Глутамінова кислота

F: Фенілаланін

G: Гліцин

H: Гістидин

I: Ізолейцин

K: Лізин

L: Лейцин

M: Метіонін

N: Аспарагін

P: Пролін

Q: Глутамін

R: Аргінін

S: Серин

T: Треонін

V: Валін

W: Триптофан

Локалізований у клітинних контактах, ендоплазматичному ретикулумі, апараті гольджі, синапсах.
Також секретований назовні.
Під час коекспресії CBLN3 здатен формувати гетерогексамер з CBLN1, CBLN2, CBLN4.